# Roman Siebenrock
Roman Anton Siebenrock (* 1957 in Mengen) ist ein deutscher römisch-katholischer Theologe.

## Leben
Siebenrock studierte von 1977 bis 1984 Katholische Theologie, Philosophie und Erwachsenenpädagogik an der Universität Innsbruck und an der Universität München. 1993 wurde er promoviert. 1998 wurde er mit dem Förderungspreis des Tiroler Landespreises für Wissenschaft ausgezeichnet. Ab März 2006 war Siebenrock Professor für Dogmatik an der Theologischen Fakultät der Universität Innsbruck. Siebenrock ist Vorsitzender der Internationalen Deutschen Newman-Gesellschaft. Siebenrock unterzeichnete 2011 das Memorandum Kirche 2011: Ein notwendiger Aufbruch. 2022 wurde er an der Universität Innsbruck emeritiert.
Siebenrock ist verheiratet und hat vier Kinder.

## Werke
- Wahrheit, Gewissen und Geschichte. Eine systematisch-theologische Rekonstruktion des Wirkens Henry Kardinal Newmans. Regio-Verlag Glock und Lutz, Sigmaringendorf 1996, ISBN 3-8235-3015-1.
- Christliches Martyrium. Worum es geht. Verlagsgemeinschaft Topos plus, Kevelaer 2009, ISBN 978-3-8367-0662-9.